# 江幡幸伸
江幡 幸伸（えばた ゆきのぶ、1948年7月29日 - ）は、日本の実業家。東京都出身。株式会社東京スポーツ新聞社元取締役相談役・代表取締役社長。

## 人物
東京都出身。1974年、上智大学文学部新聞学科卒業後、株式会社東京スポーツ新聞社に入社。同社整理局長、編集局長、取締役編集局長等を経て、2007年、同社代表取締役社長に就任。2013年、同社代表取締役社長から退任し、同社取締役相談役に就任。

## 略歴
- 1974年、上智大学文学部新聞学科卒業後、株式会社東京スポーツ新聞社入社
- 1989年、同社整理局長
- 2001年、同社編集局長
- 2003年、同社取締役編集局長
- 2007年、同社代表取締役社長
- 2013年、同社取締役相談役